# Municipio de Caledonia (Dakota del Norte)
El municipio de Caledonia (en inglés: Caledonia Township) es un municipio ubicado en el condado de Traill en el estado estadounidense de Dakota del Norte. En el año 2010 tenía una población de 111 habitantes y una densidad poblacional de 1,45 personas por km².

## Geografía
El municipio de Caledonia se encuentra ubicado en las coordenadas 47°27′16″N 96°54′40″O / 47.45444, -96.91111. Según la Oficina del Censo de los Estados Unidos, el municipio tiene una superficie total de 76.51 km², de la cual 76,51 km² corresponden a tierra firme y (0 %) 0 km² es agua.

## Demografía
Según el censo de 2010, había 111 personas residiendo en el municipio de Caledonia. La densidad de población era de 1,45 hab./km². De los 111 habitantes, el municipio de Caledonia estaba compuesto por el 100 % blancos. Del total de la población el 0 % eran hispanos o latinos de cualquier raza.